# Piquepoul Noir

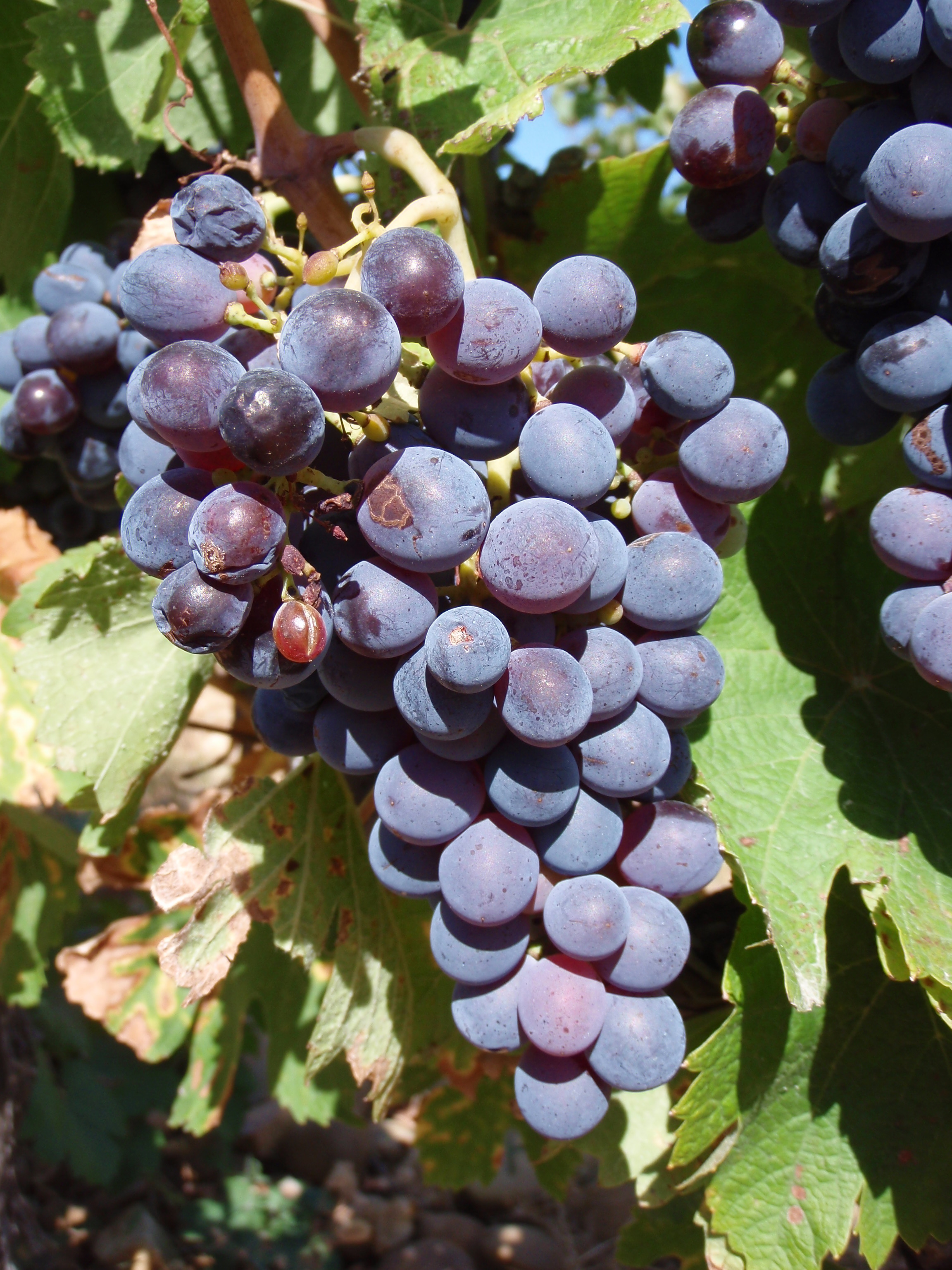
Piquepoul Noir

Die Rotweinsorte Piquepoul Noir wird in Südfrankreich angebaut. An der Rhône ist sie in den Appellationen Châteauneuf-du-Pape und Côtes du Ventoux zugelassen. Im portugiesischen Vinho Verde spielt die Sorte ebenfalls eine wenn auch untergeordnete Rolle.
Die spätreifende Sorte liefert mäßige Erträge. Sie wurde daher nach der sogenannten Reblauskatastrophe nur noch begrenzt angebaut. Im Jahr 1999 sind in Frankreich nur noch 99 Hektar bestockter Fläche erhoben worden.
Die weißen Rebsorten Piquepoul Blanc und Piquepoul Gris mit zum Teil identischen Synonymen sind eine Mutation der roten Sorte.
Siehe auch die Artikel Weinbau in Frankreich und Weinbau in Portugal sowie die Liste von Rebsorten
Abstammung: unbekannt.

## Synonyme
Piquepoul Noir ist auch unter den Namen Avillo, Kek Piquepoul, Languedocien, Pical oder Pical Negro, Pical Pôlho oder Picalpolho, Picapouia oder Picapouya, Picapulla, Picapoll, Picapoll Negra, Picpouille, Picpoul oder Picpoule, Pique Poule und Piquerette Noire bekannt.

## Ampelographische Sortenmerkmale
In der Ampelographie wird der Habitus folgendermaßen beschrieben:
- Die Triebspitze ist halboffen. Sie ist weißwollig behaart mit karminrotem Anflug. Die Jungblätter sind leicht flammig behaart.
- Die Blätter sind fünflappig und tief gebuchtet. Die Stielbucht ist lyrenförmig offen. Das Blatt ist stumpf gezahnt. Die Zähne sind im Vergleich zu anderen Sorten klein und eng gesetzt.
- Die konus- bis walzenförmige Traube ist mittelgroß. Die rundlichen Beeren sind ebenfalls mittelgroß.

Die wuchskräftige Rebsorte ergibt nur geringe Erträge. Die ideale Reberziehung ist die des Gobelet. Piquepoul Blanc reift ca. 30 Tage nach der Rebsorte Gutedel und zählt damit zu den spätreifenden Sorten. Die Sorte ist empfindlich gegen den Echten Mehltau und die Rohfäule.